# Canisianum (Maastricht)
Het Canisianum, ook wel Tweede Jezuïetenklooster of Jezuïetenklooster aan de Tongersestraat, is een voormalig klooster en theologische faculteit van de jezuïeten in het centrum van de Nederlandse stad Maastricht. Het was het tweede jezuïetenklooster in Maastricht, nadat het eerste klooster in 1773 was opgeheven. Het complex, gelegen aan de Tongersestraat, is sinds 1974 in gebruik door de Universiteit Maastricht, thans door de School of Business and Economics. Het hoofdgebouw is een gemeentelijk monument; de koetspoort en de hergebruikte gevel van een voormalig herenhuis ter plaatse zijn sinds 1971 geklasseerd als rijksmonument, evenals enkele militaire bouwwerken in de tuin. De elders gelegen Jezuïetenberg en het eigen grafmonument op de Algemene Begraafplaats Tongerseweg zijn eveneens rijksmonumenten.

## Geschiedenis

### Eerste vestiging
De Sociëteit van Jezus was in Maastricht twee eeuwen actief geweest, toen de orde in 1773 door de paus werd opgeheven. Een jaar later raakten ze het uitgebreide kloostercomplex aan de Bredestraat kwijt. De barokkerk werd verbouwd tot schouwburg, de huidige Bonbonnière. In een deel van het klooster werd de Latijnse stadsschool voortgezet. De meeste andere gebouwen werden gesloopt. In 1814 werd de orde hersteld, maar het duurde tot 1853 voor de jezuïeten zich opnieuw in Maastricht zouden vestigen.

### Tweede vestiging
Via de priester en kloosterstichter Louis Hubert Rutten kregen de jezuïeten in dat jaar een ruim herenhuis aan de Tongersestraat aangeboden. Dit pand was de stadsresidentie geweest van de familie De Billehé de Valensart, die het kasteel van Leut als hoofdresidentie bewoonde. Een van de laatste telgen uit dit geslacht, Pauline barones de Billehé de Valensart (1801-1842), was gehuwd met burggraaf Charles Vilain XIIII (1803-1878), die het Maastrichtse huis van zijn vrouw erfde en het in 1851 verkocht aan Rutten. Het huis werd daarom, historisch niet geheel correct, aangeduid als Huis Vilain XIIII. De locatie was van historisch belang: hier zou tot 1579 de Hof van Lenculen hebben gestaan, de laathof en bestuurscentrum van het graafschap van de Vroenhof. Westelijk van het herenhuis lag in de negentiende eeuw de kazerne van de dragonders, ook wel Tongerse Kazerne genoemd, naar de vlakbij gelegen Tongersepoort.
Het herenhuis werd verbouwd door de jezuïet Albert Slootmaekers (1814-1875), die in 1852 was overgeplaatst vanuit het noviciaat in Ravenstein. De paters gebruikten aanvankelijk de grote salon van het herenhuis als kapel. Vanaf 1871 beschikten ze over een grote, neogotische kloosterkerk, ontworpen door Slootmaekers, die zich gaandeweg tot huisarchitect van de Nederlandse jezuïeten had ontwikkeld. De kerk was gewijd aan het Heilig Hart, de Japanse jezuïetenmartelaren en aan de martelaren van Gorcum, maar werd meestal aangeduid als Tweede Jezuïetenkerk. Doordat het aantal paters sterk toenam, werd in 1882 een flinke uitbreiding gerealiseerd tussen het Huis Vilain XIIII en de kazerne van de dragonders. Het ontwerp was van pater Antonius Dijkmans, die later onder andere de kathedraal van Jakarta zou bouwen.
Het klooster werd 'Canisianum' genoemd, naar de Nijmeegse theoloog Petrus Canisius (1521-1597), de eerste Nederlandse jezuïet. De paters waren onder andere werkzaam in de zielzorg (vooral als predikers en biechtvaders), zowel in hun eigen kloosterkerk als in andere kloosters en in diverse Maastrichtse parochies. Verder begeleidden ze retraites en waren ze actief in het katholieke verenigingsleven. De invloed van de jezuïeten op het religieuze en maatschappelijke leven in Maastricht was groot, vooral doordat ze goede contacten onderhielden met de hogere standen en leidinggevenden.
In 1854 stelde de industrieel Petrus Regout zijn Villa Canne in het Jekerdal ten zuiden van Maastricht ter beschikking van de jezuïeten. De villa is afgebeeld in het gedenkboek dat Regout in 1866 liet samenstellen. Vóór het gebouw en in de tuin zijn paters jezuïeten te herkennen. In 1880 vermaakte de jezuïet Leon Regout, de oudste zoon van Edouard Regout en een kleinzoon van Petrus I, een legaat aan het klooster, waarmee een hectare grond op de Louwberg, tegenover Villa Canne, kon worden gekocht. Hier verrees een nieuw buitenhuis dat "De Campagne" werd genoemd. In de vlakbij gelegen kalksteengroeve Fallenberggroeve begon een artistiek project dat de Jezuïetenberg opleverde.
In het Canisianum was tevens de theologische faculteit gevestigd van de Nederlandse provincie van de Sociëteit van Jezus, een zogenaamd collegium maximum. Deze moest een tegenhanger zijn van de als te vrijzinnig beschouwde universiteit van Leuven. In 1934 verleende de paus de faculteit het promotierecht (ius promovendi). Er waren twaalf hoogleraren verbonden aan de faculteit, die samen met hun staf geheel door de jezuïetenorde gefinancierd werden. Van 1949 tot 1957 was hier tevens het Catechetisch Centrum Canisianum gevestigd, later in Nijmegen voortgezet als Hoger Katechetisch Instituut.

### Nieuwbouw Canisianum
In 1938-40 kwam het huidige gebouw tot stand, naar een ontwerp van Anton Swinkels. Hiervoor moesten het bestaande klooster, de restanten van de cavaleriekazerne en ook het Huis Vilain XIIII definitief wijken. Van het herenhuis bleven slechts een deel van de krulgevel en de koetspoort behouden. Swinkels had eerder in Maastricht de kweekschool Immaculata ontworpen, die qua opzet lijkt op het Canisianum. In het nieuwe gebouw was een vleugel gereserveerd voor de toen 120.000 banden omvattende bibliotheek van het collegium maximum. De bibliotheek werd gebouwd naar het voorbeeld van die der bollandisten in het Sint-Michielscollege in Brussel. In het centrale gedeelte rond de binnenhof was verder ruimte voor een huiskapel, een refter, studiezalen en verblijfsruimtes voor professoren, paters en theologanten.
Door de verminderde belangstelling voor het kloosterleven, waren de jezuïeten in 1967 genoodzaakt de Maastrichtse vestiging en het collegium maximum op te heffen. Van 1967 tot 1982 was er nog een kleine communauteit gevestigd aan de Lage Kanaaldijk in Sint Pieter.

### Alumni en professoren van het collegium maximum (selectie)
- Joop Beek
- Jan ten Berge
- Piet van Breemen
- Jan van Kilsdonk
- Ed Krekelberg
- Huub Oosterhuis
- Piet Penning de Vries
- Robert Regout
- Hermann Schmitz
- Piet Schoonenberg
- Tomáš Špidlík
- Ton van der Stap
- Bernard Tervoort
- Sebastiaan Tromp
- Jozef Verschueren
- Cornelius Wessels
- Peerke Willekens
- Piet Zoetmulder

### Universiteitsgebouw
Nadat het complex aan de Tongersestraat enige jaren leeg had gestaan, begonnen hier op 16 september 1974 de eerste vijftig studenten aan hun studie geneeskunde aan de Rijksuniversiteit Limburg, die toen nog in oprichting was. In de eerste jaren werd minimaal geïnvesteerd in het pand, omdat verwacht werd dat de universiteit op termijn zou verhuizen naar een nieuw te bouwen universiteitscampus in Randwyck. Wel werd in 1976 de Heilig-Hartkerk gesloopt om parkeerruimte te creëren. In 1977 werd besloten dat de universiteit deels in de binnenstad zou blijven. Vanaf dat moment werd het Canisianum met de bijbehorende tuin opgeknapt. Ook kwam er een mensa en werd de voormalige kloosterkapel tot aula ingericht. Na het vertrek van de medische faculteit naar Randwyck, werd eind jaren 1980 besloten het Canisianum te bestemmen als hoofdvestiging van de economische faculteit, tegenwoordig de School of Business and Economics.
In 1991 werd een flinke uitbreiding gerealiseerd met onder andere een collegezaal voor 500 toehoorders. In 2017 werd de collegezaal omgedoopt tot 'Franz Palm Lecture Hall', genoemd naar de Belgische econometrist Franz Palm, die driemaal decaan van de economiefaculteit was. Tegelijkertijd werd in de zaal een kunstwerk van de Belgische kunstenaar Fred Eerdekens onthuld, waarin, afhankelijk van de kijkhoek, het woord Unpredictable te ontwaren is, een verwijzing naar het wetenschappelijk werk van professor Palm.

## Beschrijving gebouw

### Canisianum
Het in 1940 gereed gekomen Canisianum van architect A.H.J. Swinkels is typerend voor de stijl van de Delftse School. Het bestaat uit een zevental bouwvolumes, die in een helder rasterpatroon zijn geordend. De noordelijke en oostelijke vleugel hebben een lange, gelede gevel. De eerste bevat de entree aan de Tongersestraat; de tweede de kapel. De architect nam op speelse, maar in deze tijd volstrekt onacceptabele wijze, bouwfragmenten van het gesloopte Huis Vilain XIIII op in de oostelijke kopgevel van de nieuwbouw. Het gebouw heeft een betonskelet dat bekleed is met baksteen. Op de hoeken en rondom deur- en raamopeningen is gebruik gemaakt van hardsteen. Een groot beeld van Petrus Canisius door Charles Vos siert de uitkragende kopgevel van de bibliotheek.
Het gebouw is sinds 1974 in gebruik door de universiteit. De huiskapel van het Canisianum, in feite de Derde Jezuïetenkerk, deed enige tijd dienst als aula van de universiteit en is nu een studiezaal. De mozaïeken in de apsis en op de triomfboog, en de glas-in-loodramen zijn tussen 1953 en 1962 ontworpen door Marianne van der Heijden. In de hal bevinden zich glas-in-loodramen van Hub Levigne (met de Bevrijding van Maastricht als onderwerp) en Henri Jonas (met het Verraad van Maastricht).

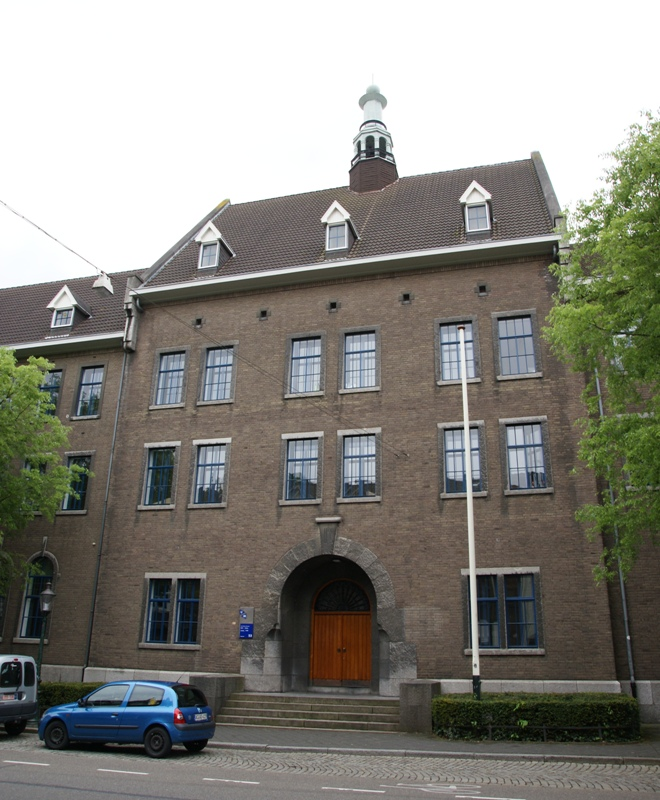
Hoofdingang Tongersestraat
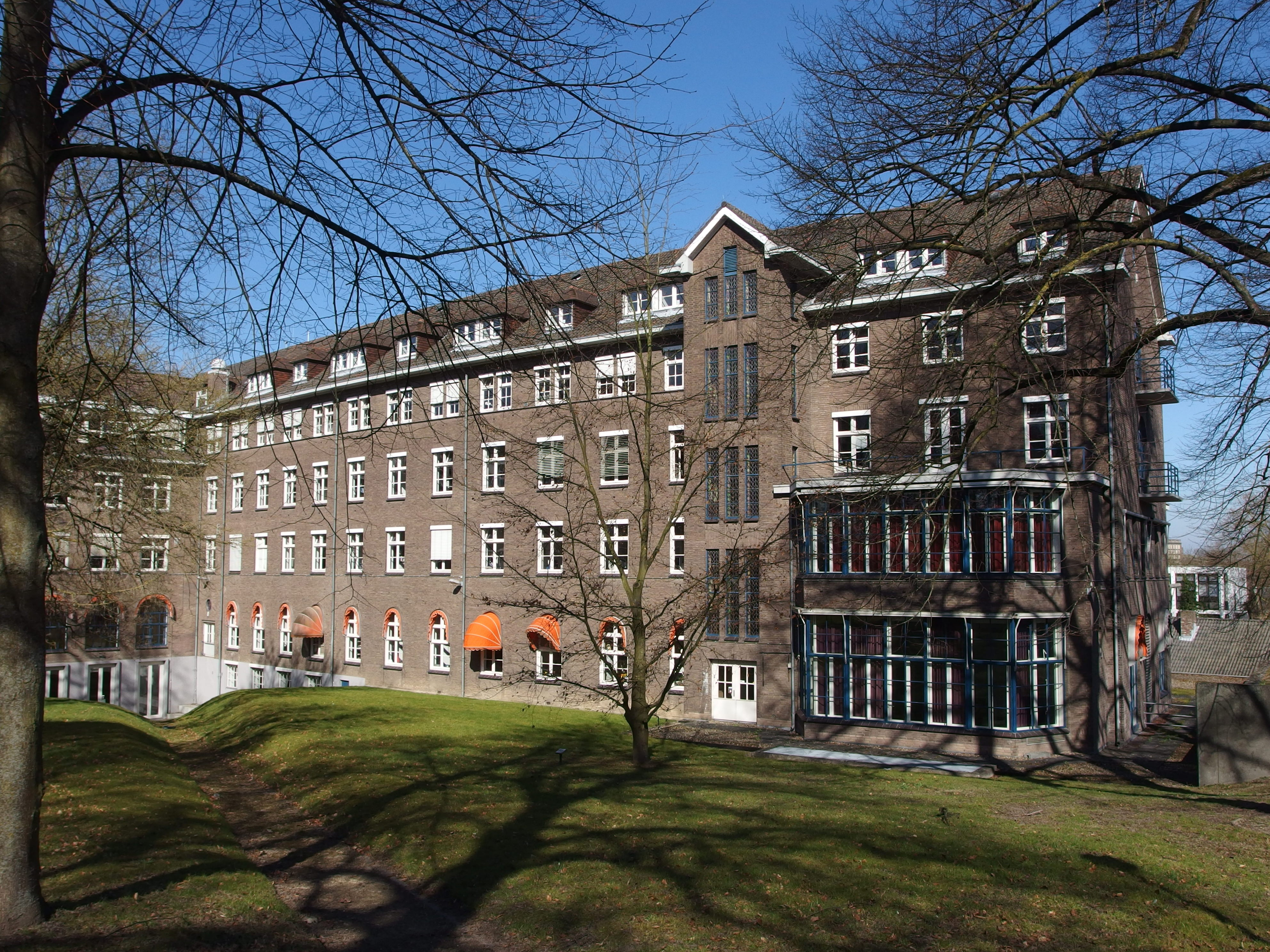
Zuidvleugel
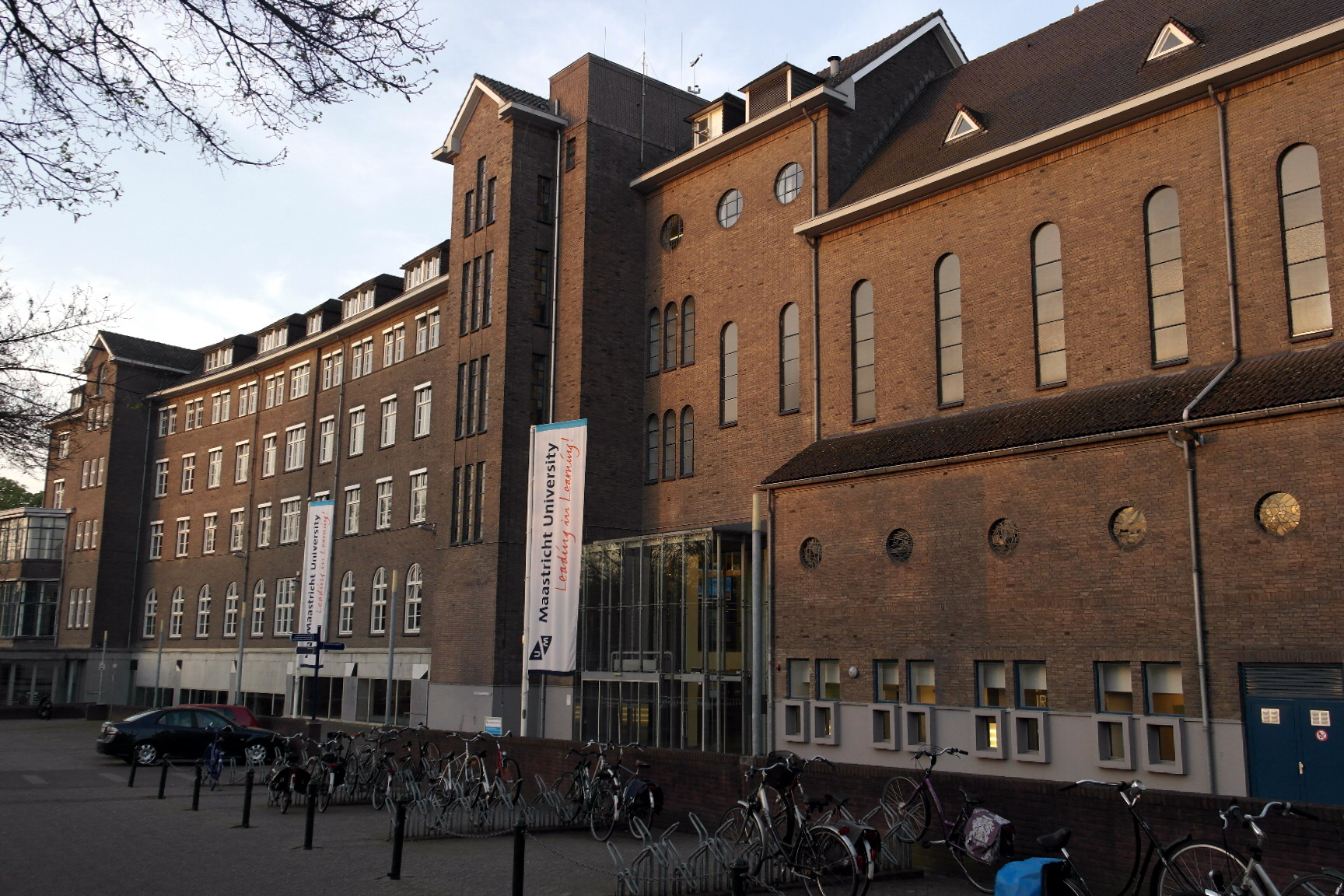
Oostvleugel (rechts de kapel)
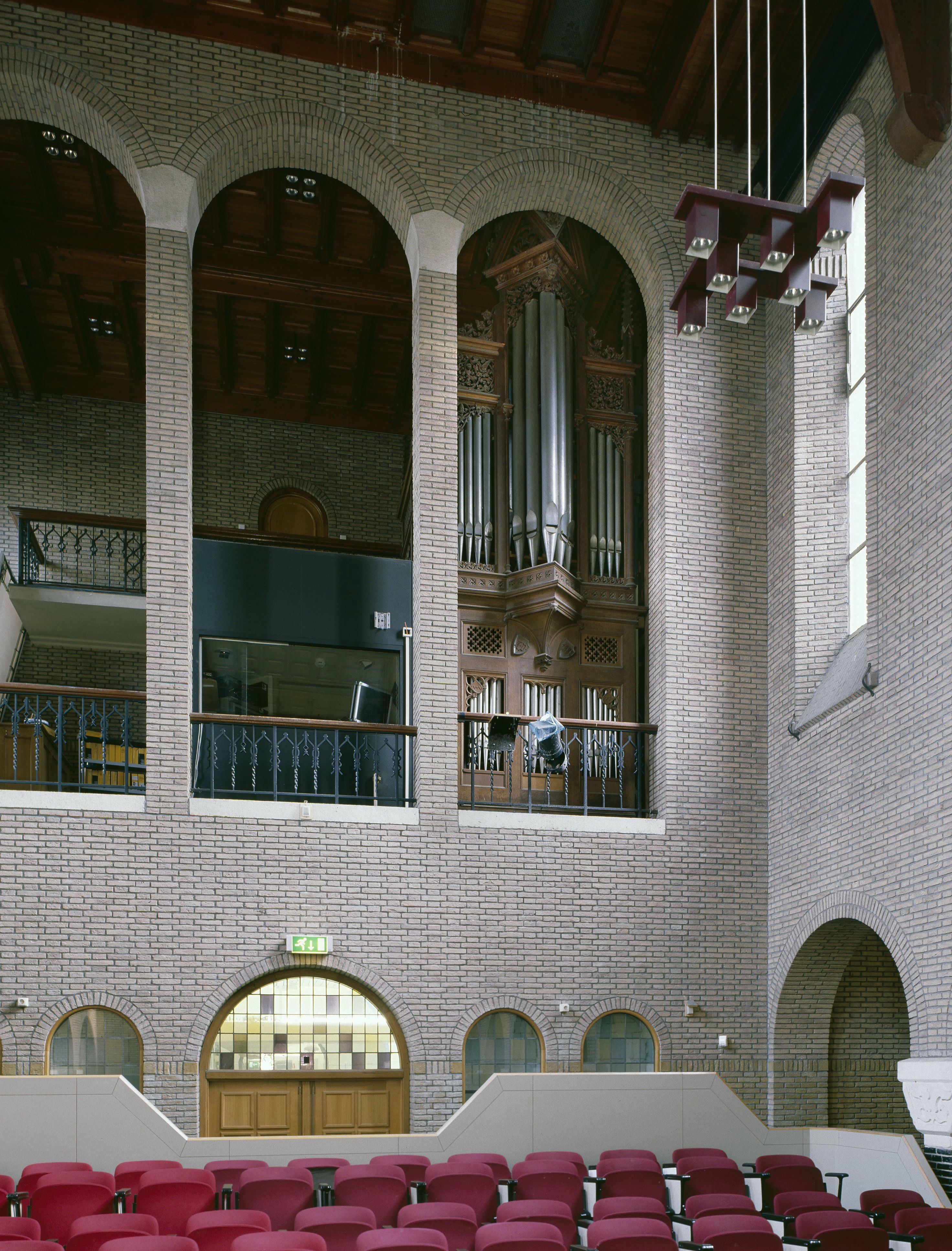
Interieur van de kapel

### Oudere bouwfragmenten

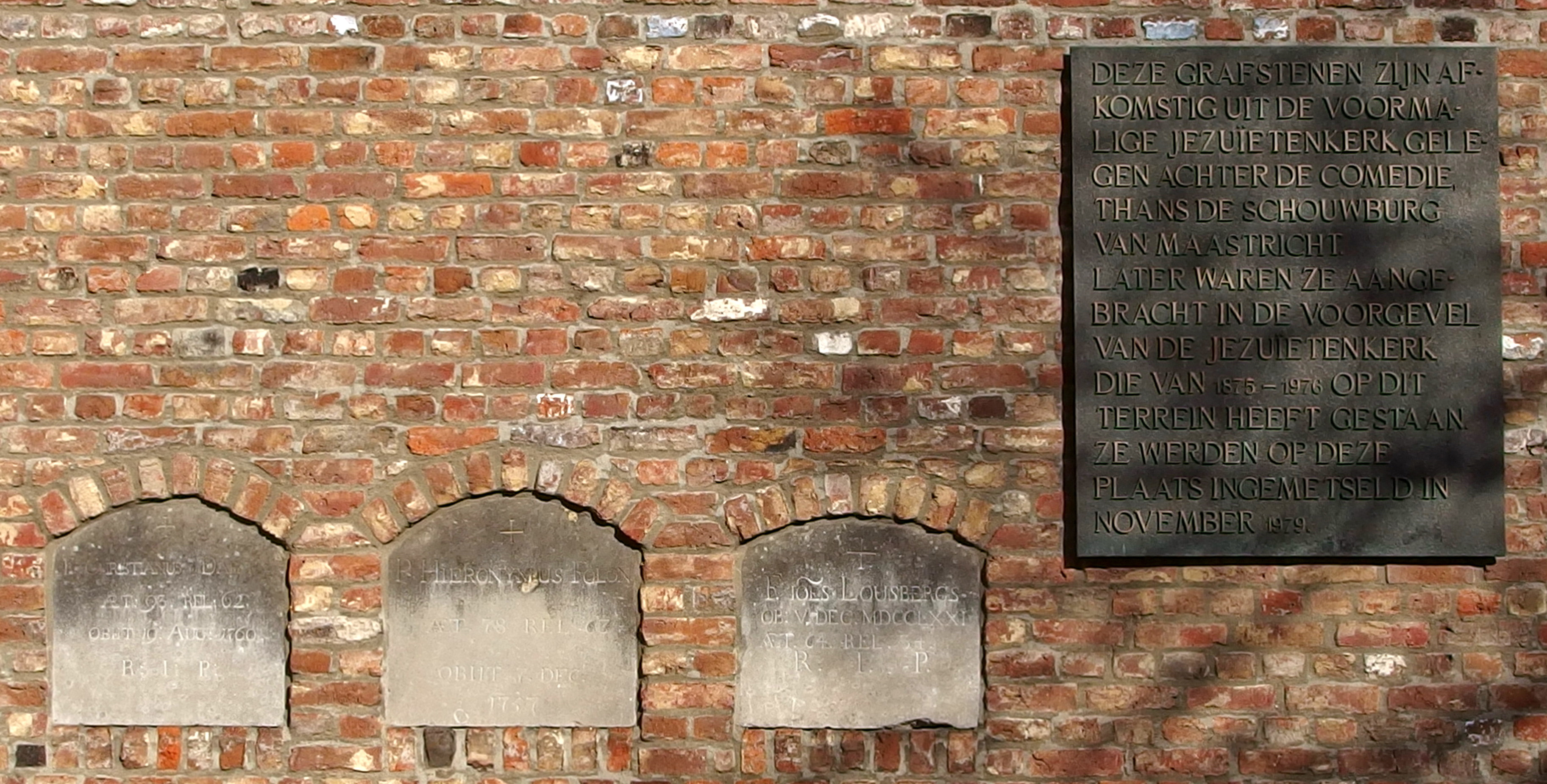
Drie grafzerken uit de oude Jezuïetenkerk met een gedenksteen

In een muur op de parkeerplaats is een gedenksteen geplaatst met een drietal 18e-eeuwse grafzerken, die voorheen in de gevel van de Heilig Hartkerk waren ingemetseld. Ze waren oorspronkelijk afkomstig uit de oude Jezuïetenkerk aan de Bredestraat.
Een inrijpoort en enkele hergebruikte fragmenten van een krulgevel herinneren aan het oude herenhuis Vilain XIIII, dat hier tot 1938 stond. De gevel is toen compleet herbouwd en daarbij een kwart slag gedraaid. De inrijpoort in Lodewijk XV-stijl is een rijksmonument. Het rijk versierde middendeel heeft een omlijsting van Naamse steen met een segmentboog tussen geornamenteerde pilasters. Daarboven staat op een piëdestal een gebeeldhouwde bloemenmand, geflankeerd door twee vazen. De zijpoortjes zijn met het middendeel verbonden door gebogen muren met voluutvormige vleugelstukken. In de linkerpoortdoorgang is een Mariakapel ingericht, gewijd aan Onze-Lieve-Vrouw van Foy, Troosteres der Bedroefden. De kapel dateert uit de tijd van de jezuïeten, maar wordt tegenwoordig door de universiteit onderhouden. Het Mariabeeld is 17e-eeuws.
De kostbare zaalbetimmering van de salon van het herenhuis lag jarenlang opgeslagen op de zolder van het Rijksmuseum in Amsterdam, maar keerde in de jaren 1970 door inspanning van prof. J.J.M. Timmers terug naar Maastricht. Het aanvankelijk plan om de boiseries in te passen in het Bonnefantenmuseum stuitte op technische moeilijkheden. De betimmering, aangevuld met plafondschilderingen en supraportes van de Luikse schilder Charles Soubre, siert thans de TEFAF-zaal in het Museum aan het Vrijthof.

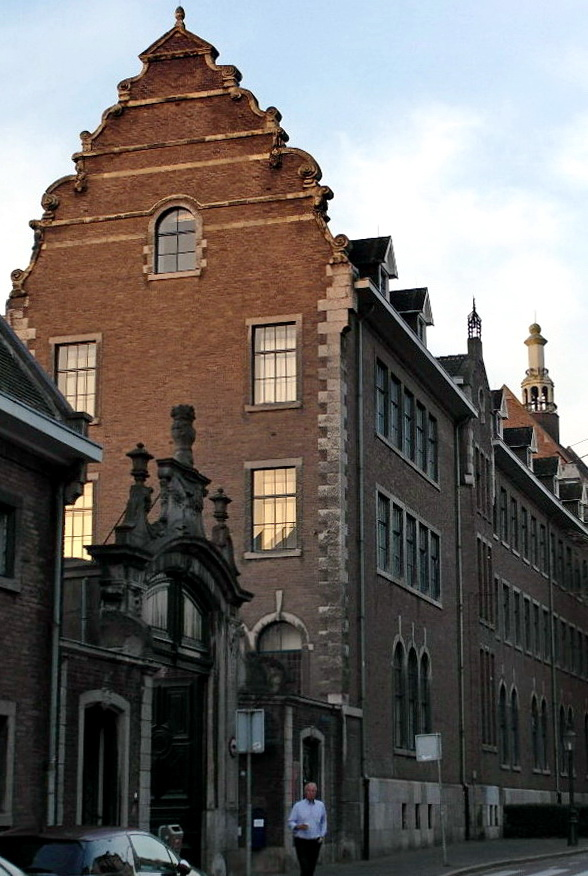
Hergebruikte gevelfragmenten en poort Huis Vilain XIIII
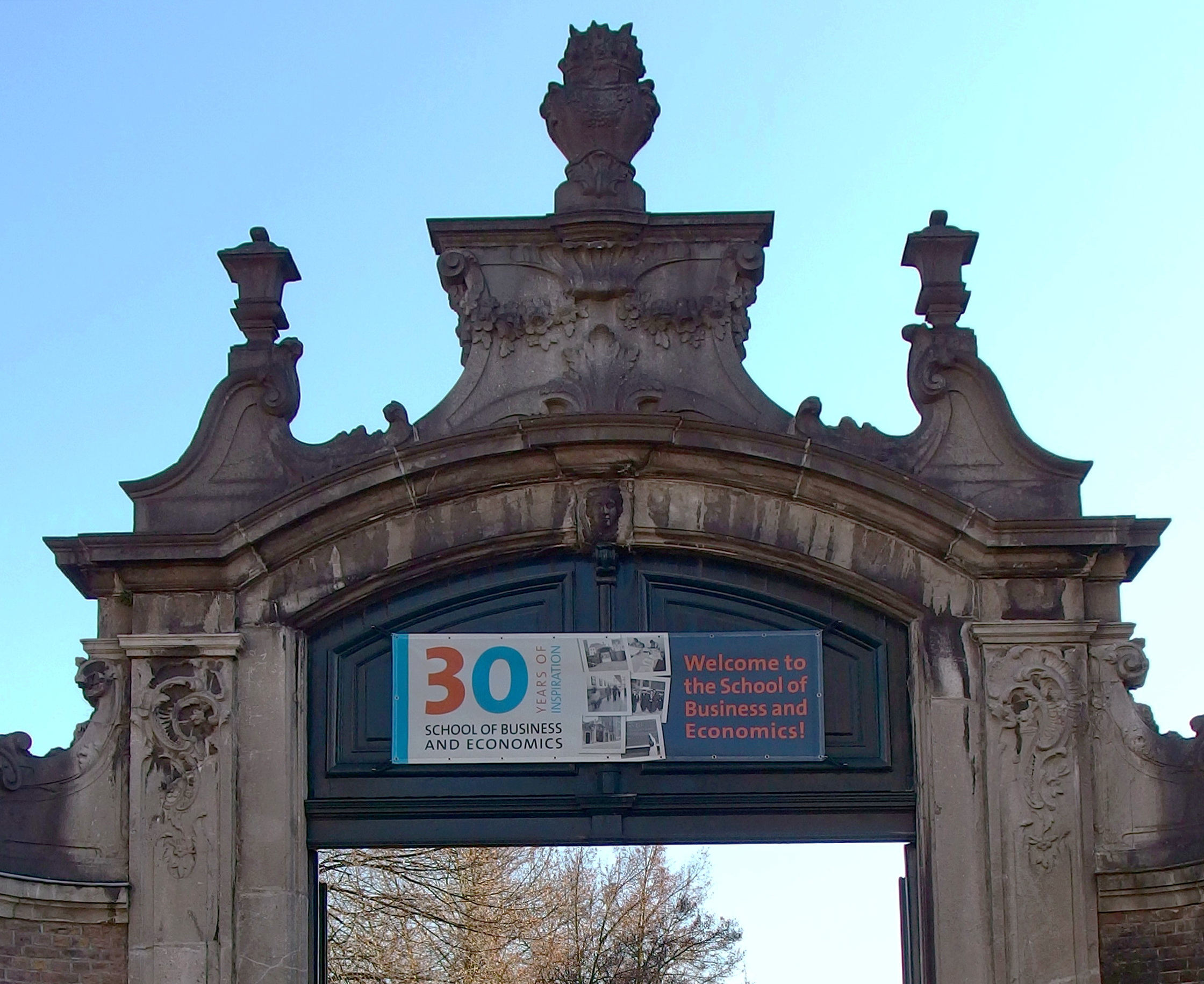
Detail koetspoort met gebeeldhouwde vazen
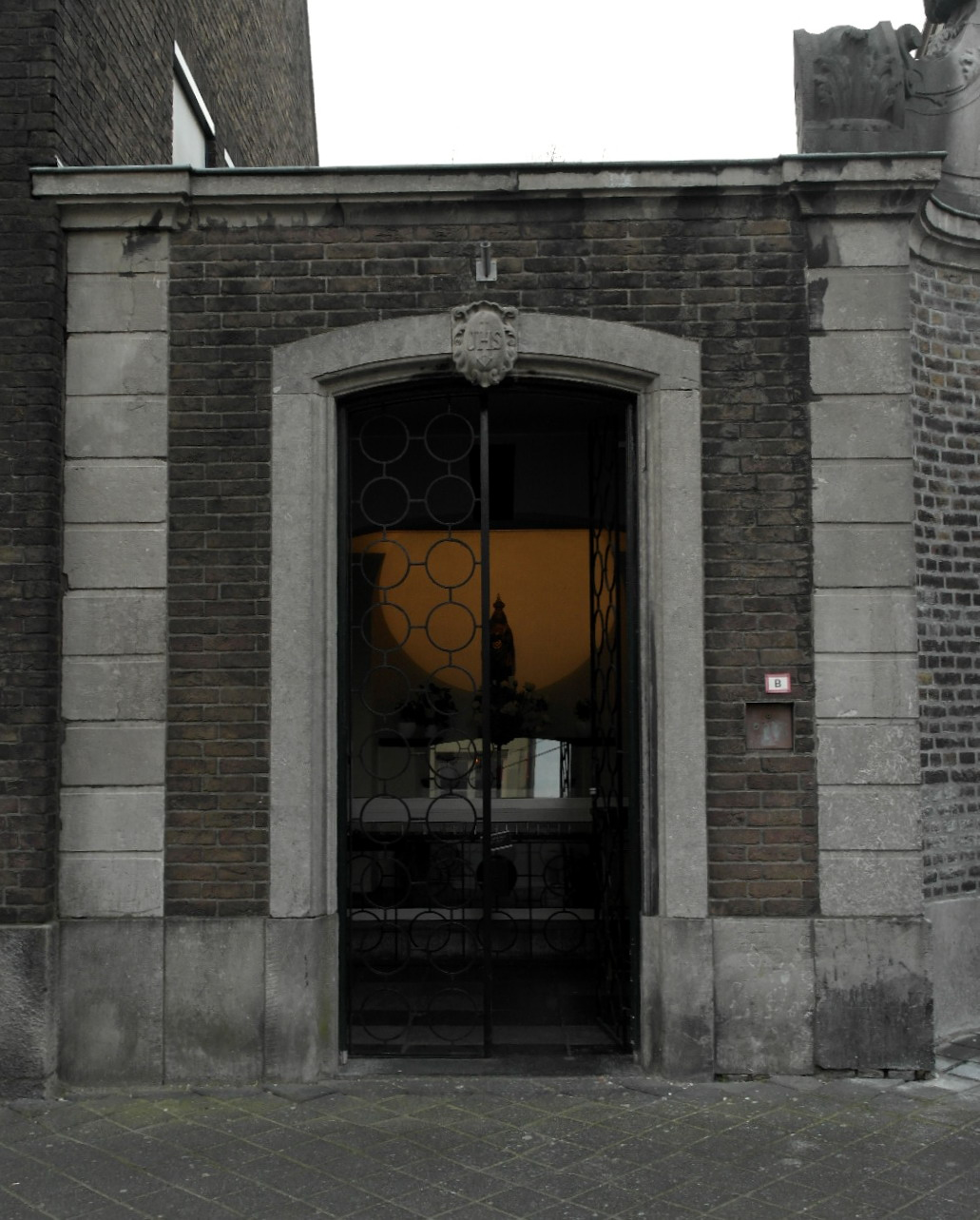
Kapel Onze-Lieve-Vrouw van Foy
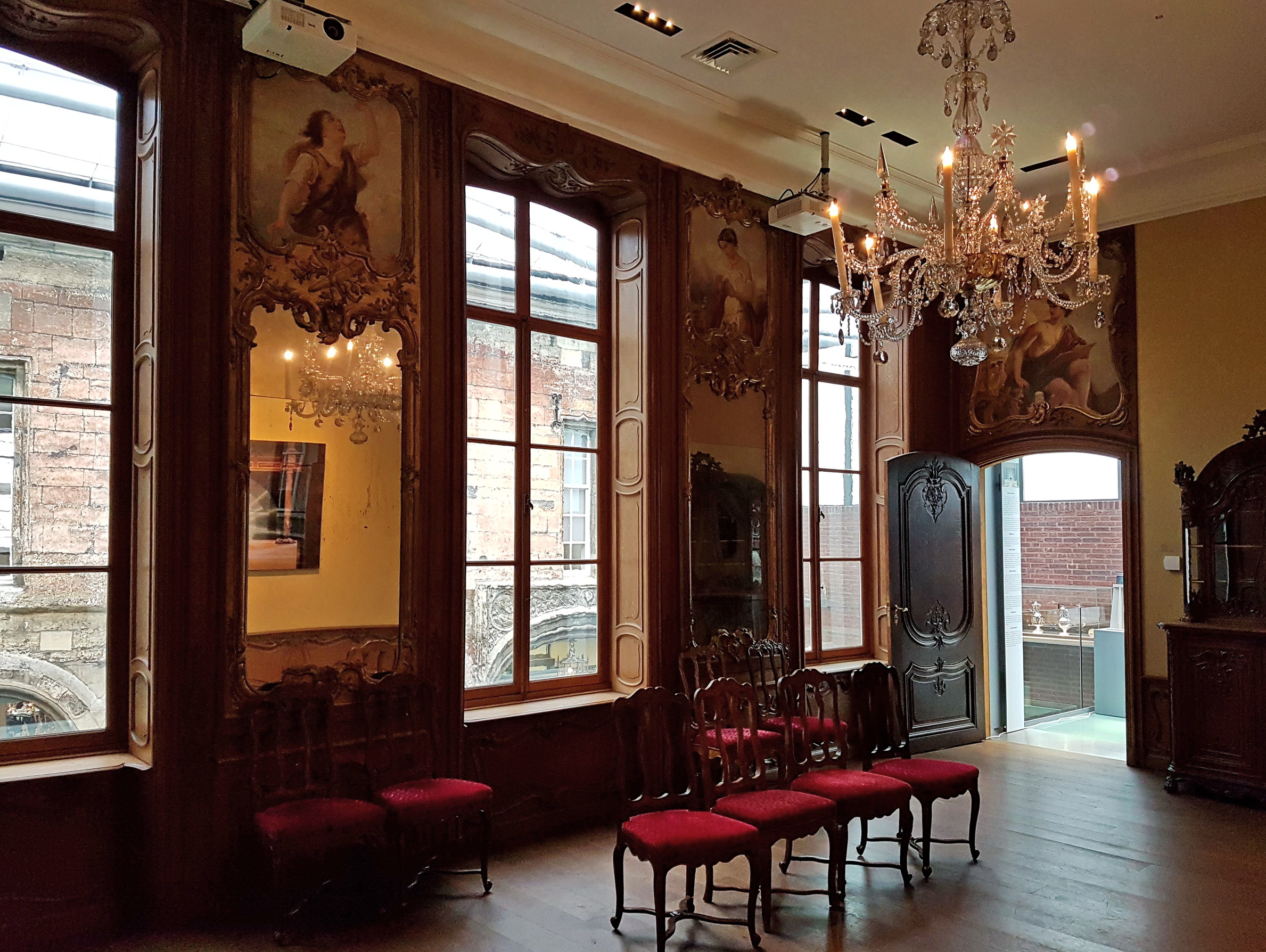
Zaalbetimmering in Museum aan het Vrijthof

### Uitbreiding Coenen
Een nieuwe vleugel met een collegezaal en studieruimtes werd door architect Jo Coenen omstreeks 1990 in de tuin van het klooster, deels ondergronds, ingepast. De uitbreiding van beton, staal en glas ligt harmonisch ingepast in de glooiing van de kloostertuin,
die zich over het dak van het gebouw voortzet. De geometrische wandschilderingen in het interieur zijn gemaakt door drie kunstzinnige leden van één familie van het Zuid-Afrikaanse Ndebelevolk. Het eerder genoemde kunstwerk van Fred Eerdekens dateert uit 2017.

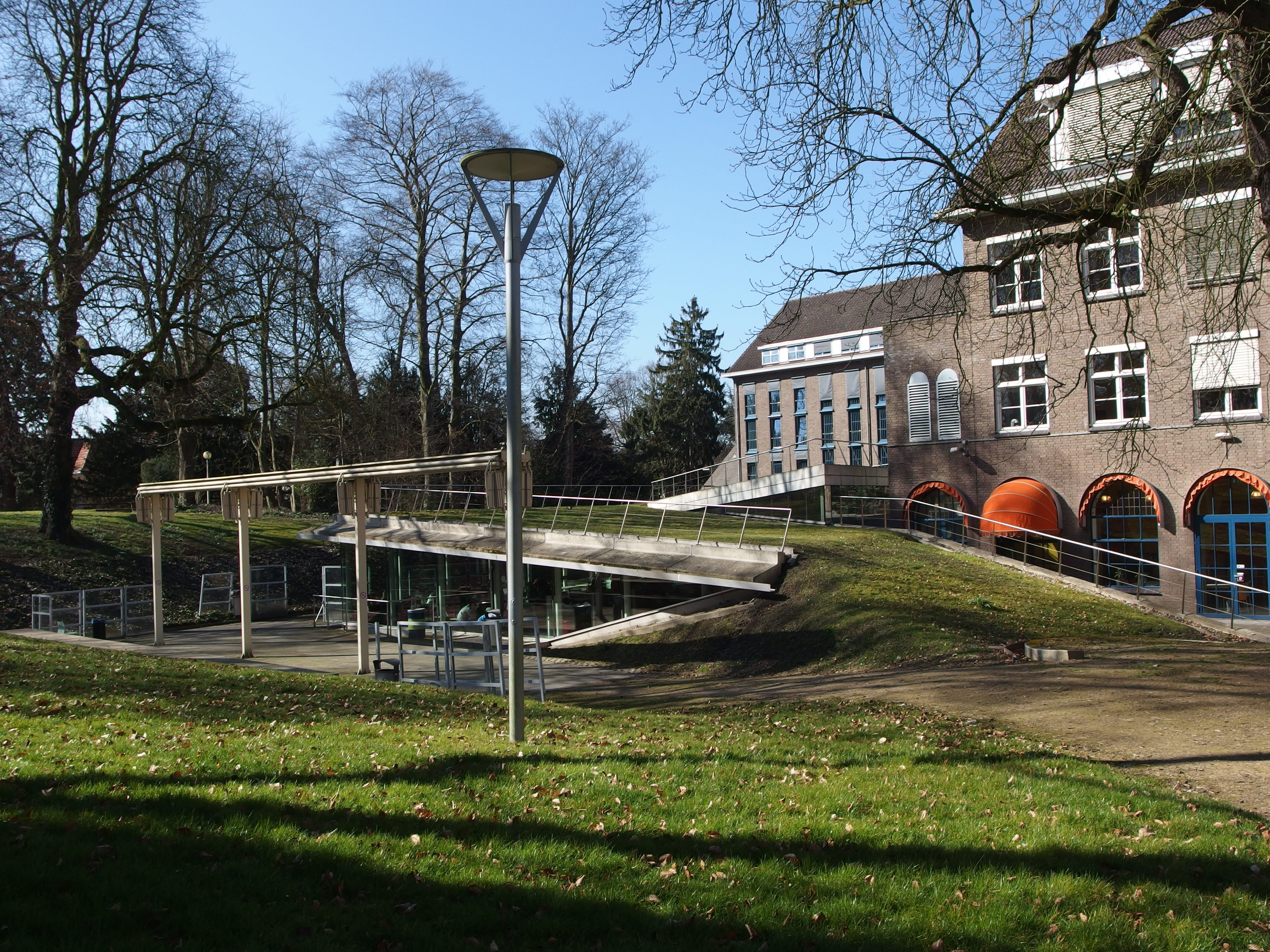
Deels ondergrondse vleugel
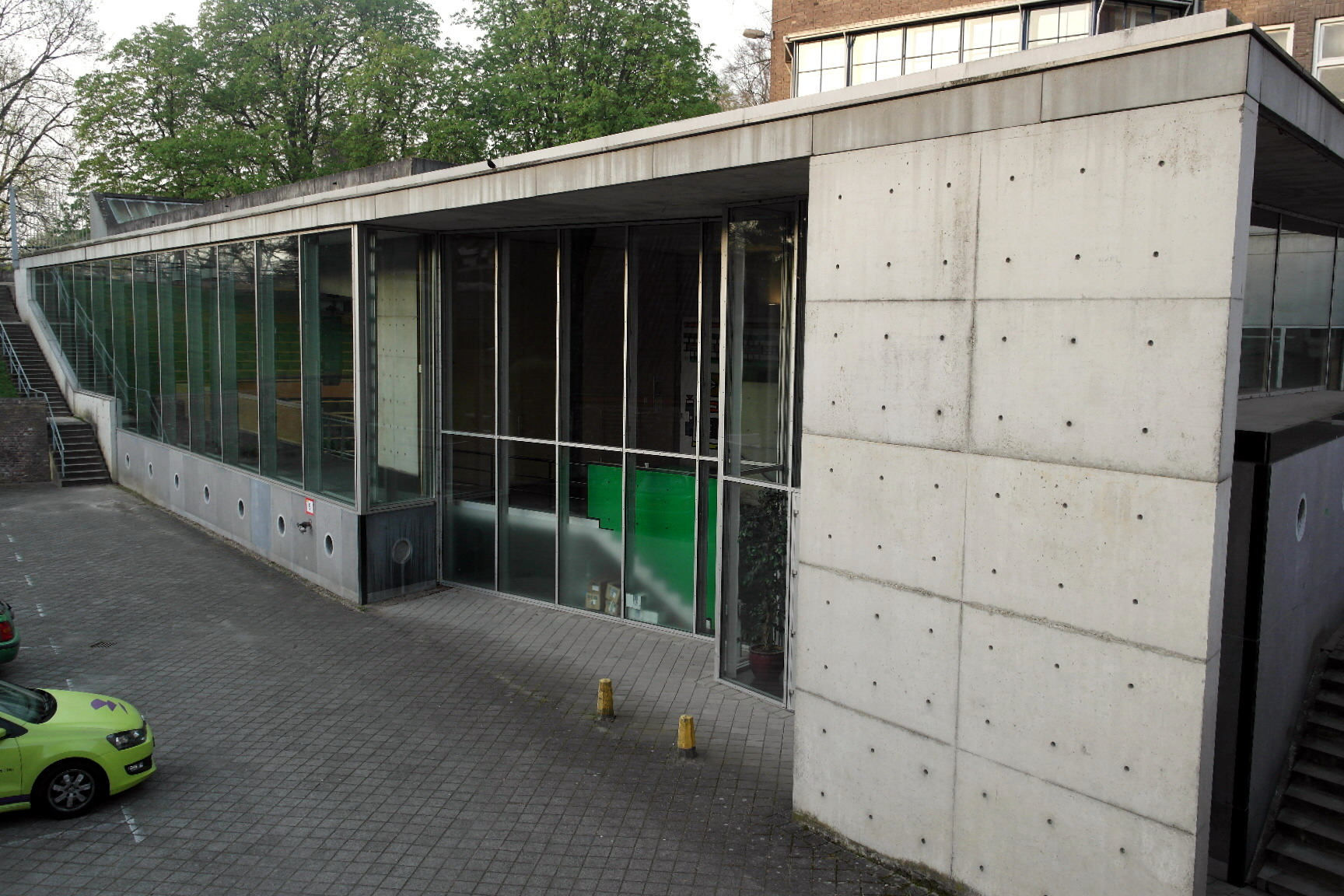
Uitbreiding van beton en glas
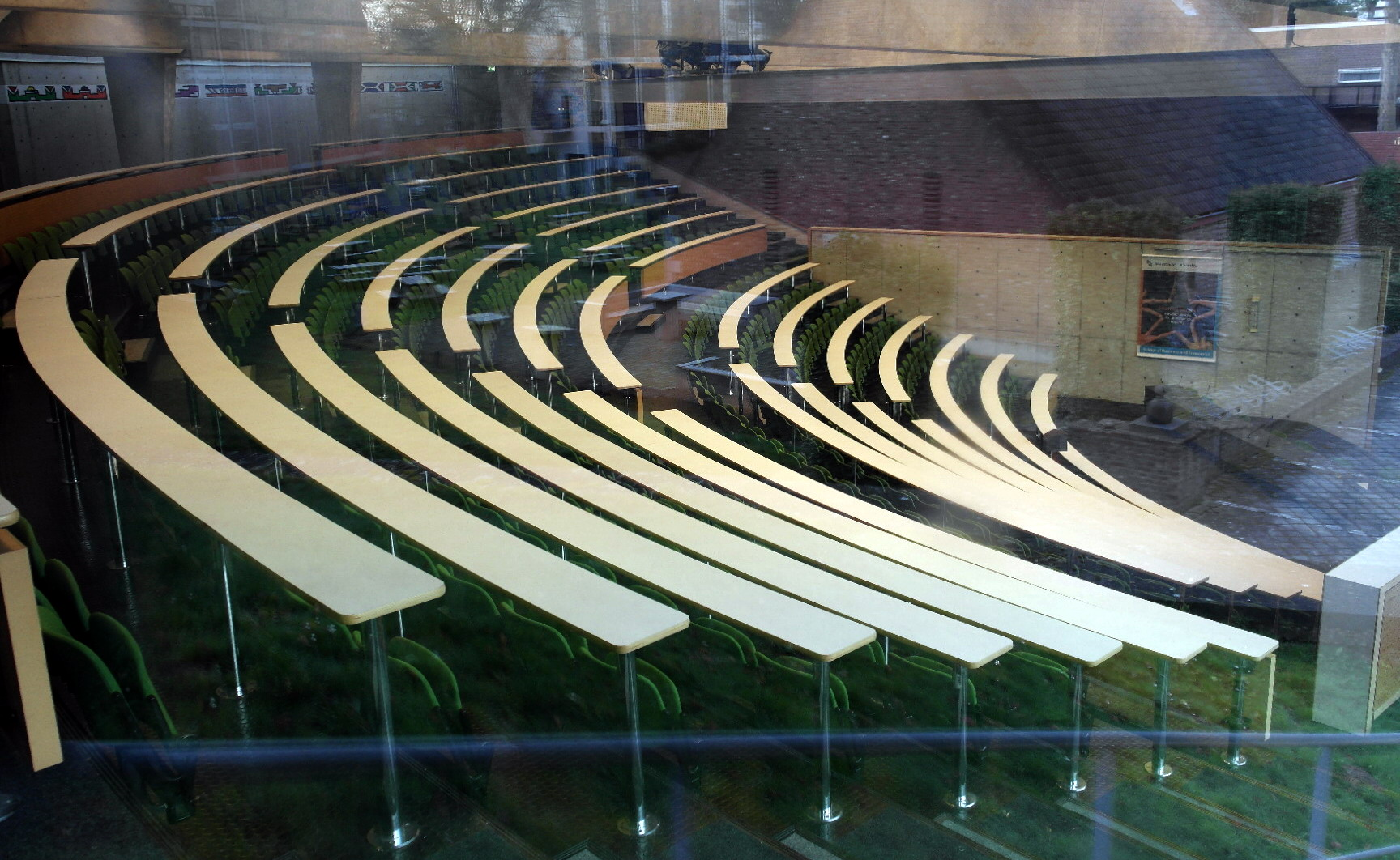
Tribune collegezaal
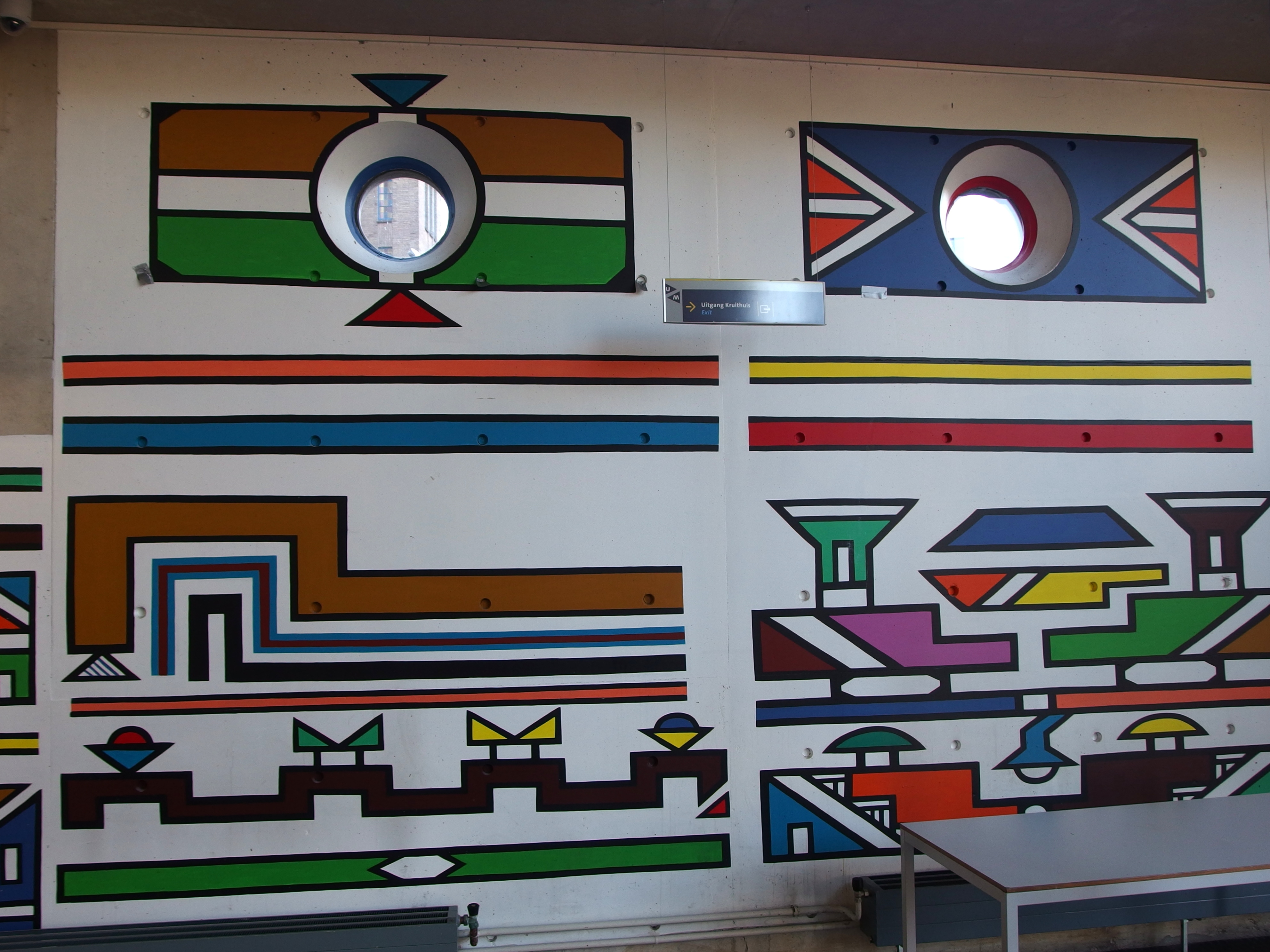
Wandschildering

## Tuin en vestingrestanten
De stadsmuur bij het Jezuïetenklooster is onderdeel van de tweede middeleeuwse stadsomsluiting. De muur met verschillende waltorens is hier nog vrijwel intact en wordt Jezuïetenwal genoemd. In de tuin is nog de verhoogde heuvel Tongersekat te herkennen, waar ooit het geschut stond opgesteld, dat de vijand moest bestoken. Het kleine kruithuis is gebouwd onder de kat en dateert waarschijnlijk uit 1692. Vlakbij ligt het grote kruithuis aan de Bleekhof, dat een eeuw jonger is. De tuin met vestingrestanten is een gemeentelijk monument. Vóór 1950 stond op de Tongersekat een Heilig Hartbeeld en was vlak bij een Lourdesgrot nagebouwd, maar in dat jaar maakte een blikseminslag daar een eind aan. In de tuin bevinden zich diverse eigentijdse sculpturen, waaronder Twee hoofden/Schreeuw (Anet van de Elzen, 1978) en Bosnimf (Luk van Soom, 2006). Bij de entreepoort staat een monument voor UM-oprichter Sjeng Tans (Caius Spronken, 2016).

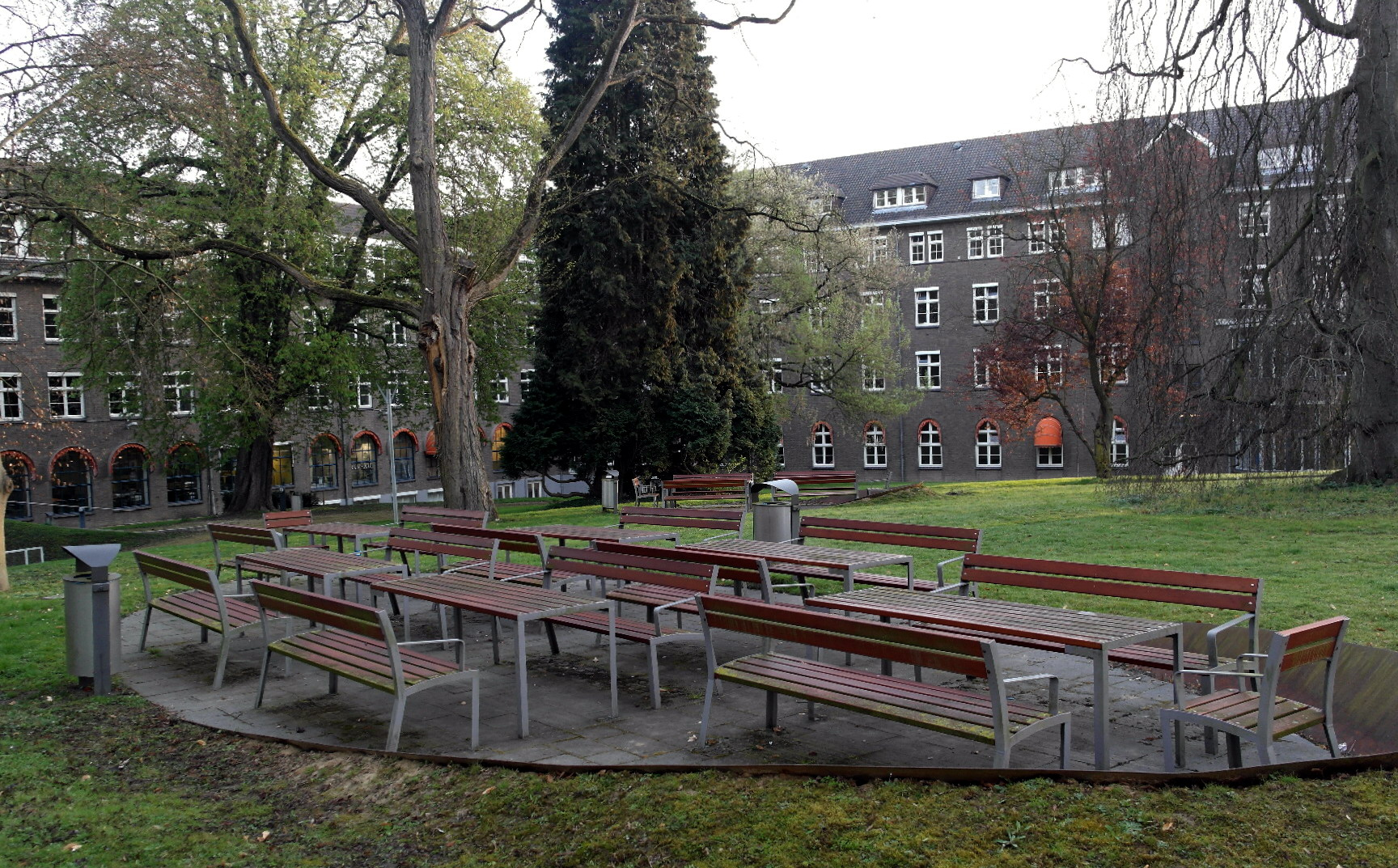
Zitgedeelte in de tuin
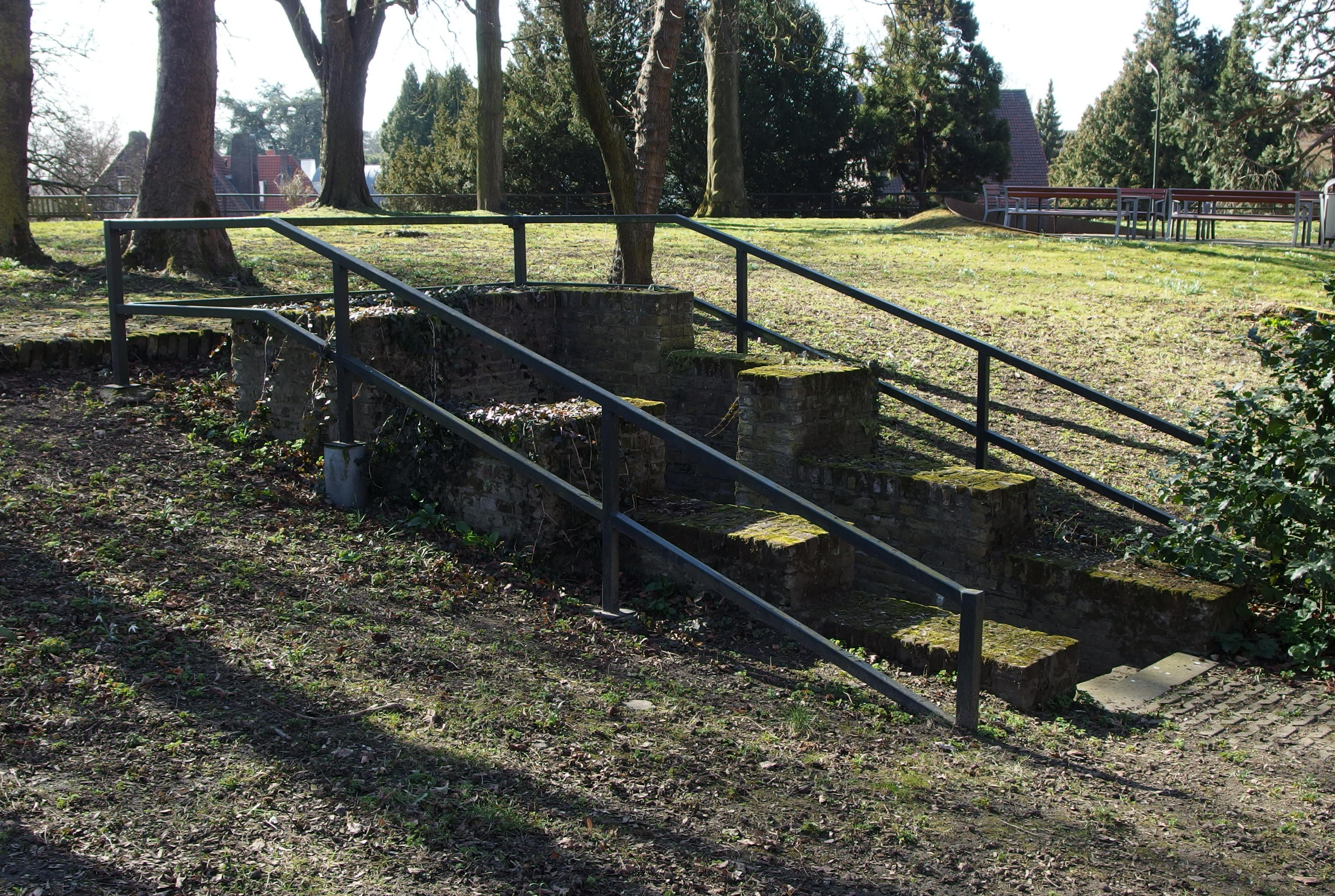
Kleine kruithuis Tongersekat
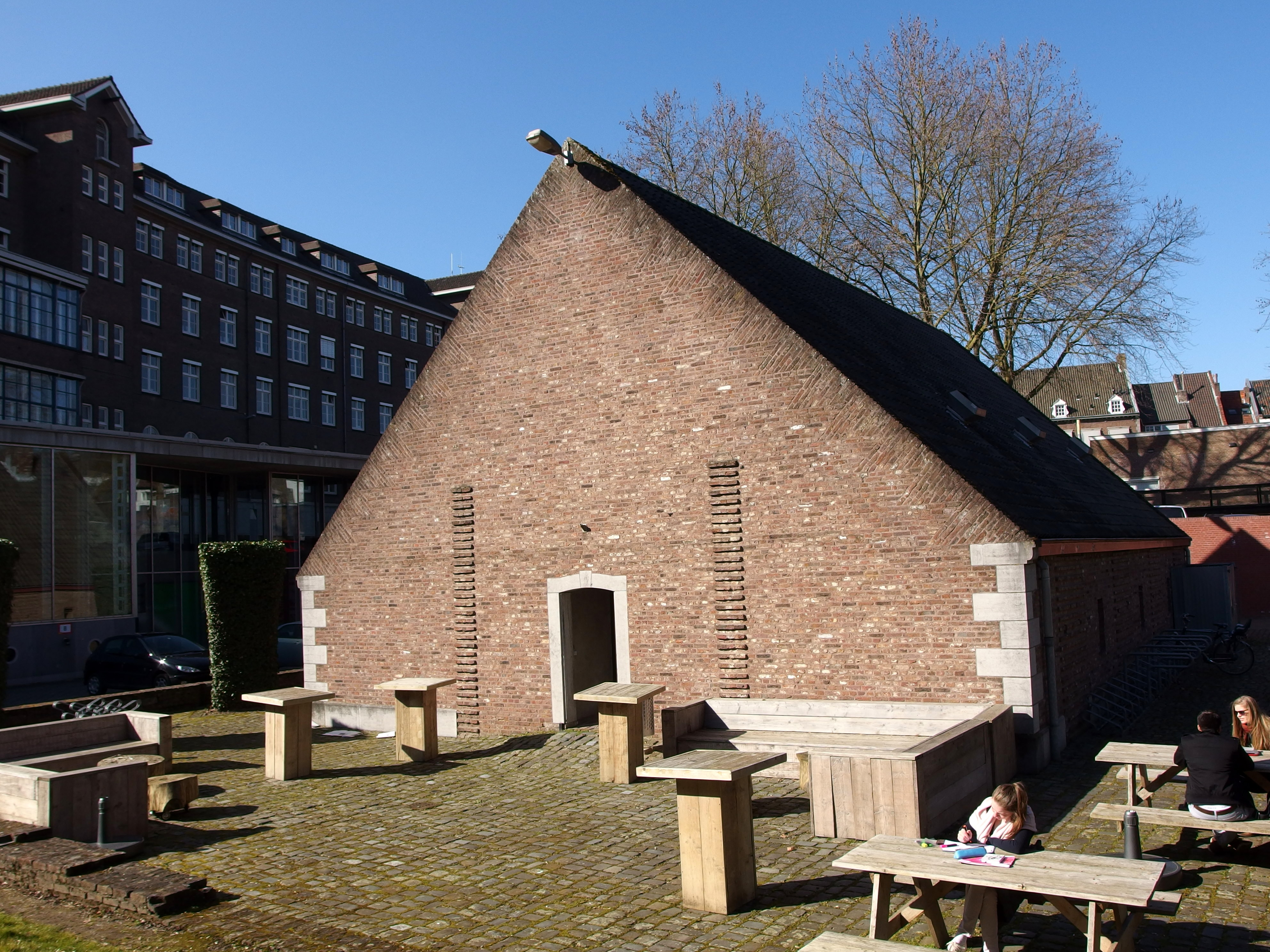
Kruithuis op de Bleekhof
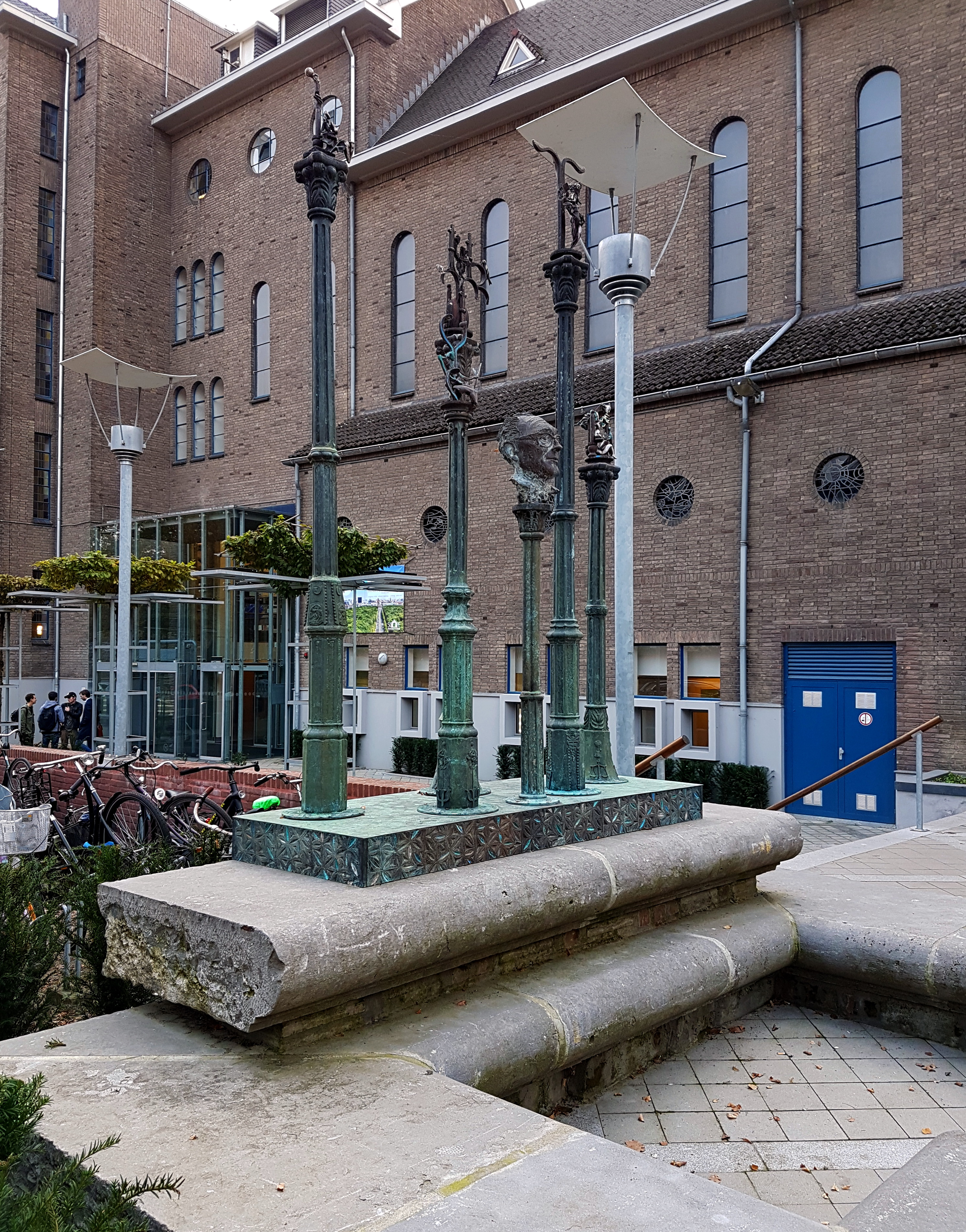
Monument Sjeng Tans

## Onroerend erfgoed elders
Villa Canne was tussen 1854 en 1878 het buitenverblijf van de jezuïeten, maar behoorde nooit tot hun bezit. Het buitenhuis "De Campagne" op de Louwberg werd in 1880 gebouwd naar een ontwerp van J. Meyers. Het betrof een eenlaags paviljoen met een mansardedak. Na het vertrek van de jezuïeten kwam het landhuis in 1968 in particuliere handen. Omstreeks 1975 werd het gesloopt. Het pand Lage Kanaaldijk 62 was van 1967 tot 1982 een jezuïetencommunauteit.
De verlaten mergelgroeve Valberg of Fallenberg in de Cannerberg werd door de jezuïeten van circa 1880 tot 1960 omgetoverd in een kunstgalerie met houtskooltekeningen en schilderijen op de mergelwanden, en in de mergel uitgehakte beelden, reliëfs en architectonische ensembles. De groeve is een rijksmonument en wordt beheerd door de Stichting Jezuïetenberg.
Op de Algemene Begraafplaats Tongerseweg is sinds 1883 een grafkelder ingericht voor de Maastrichtse jezuïeten. Het grafmonument van H. Pierey in eclectische stijl is een rijksmonument. Het bestaat uit een hardstenen triomfboog en een stenen monument met de namen van de overledenen, met daartussen een perk waaronder zich de grafkelder bevindt. Het geheel wordt omgeven door een smeedijzeren hekwerk.

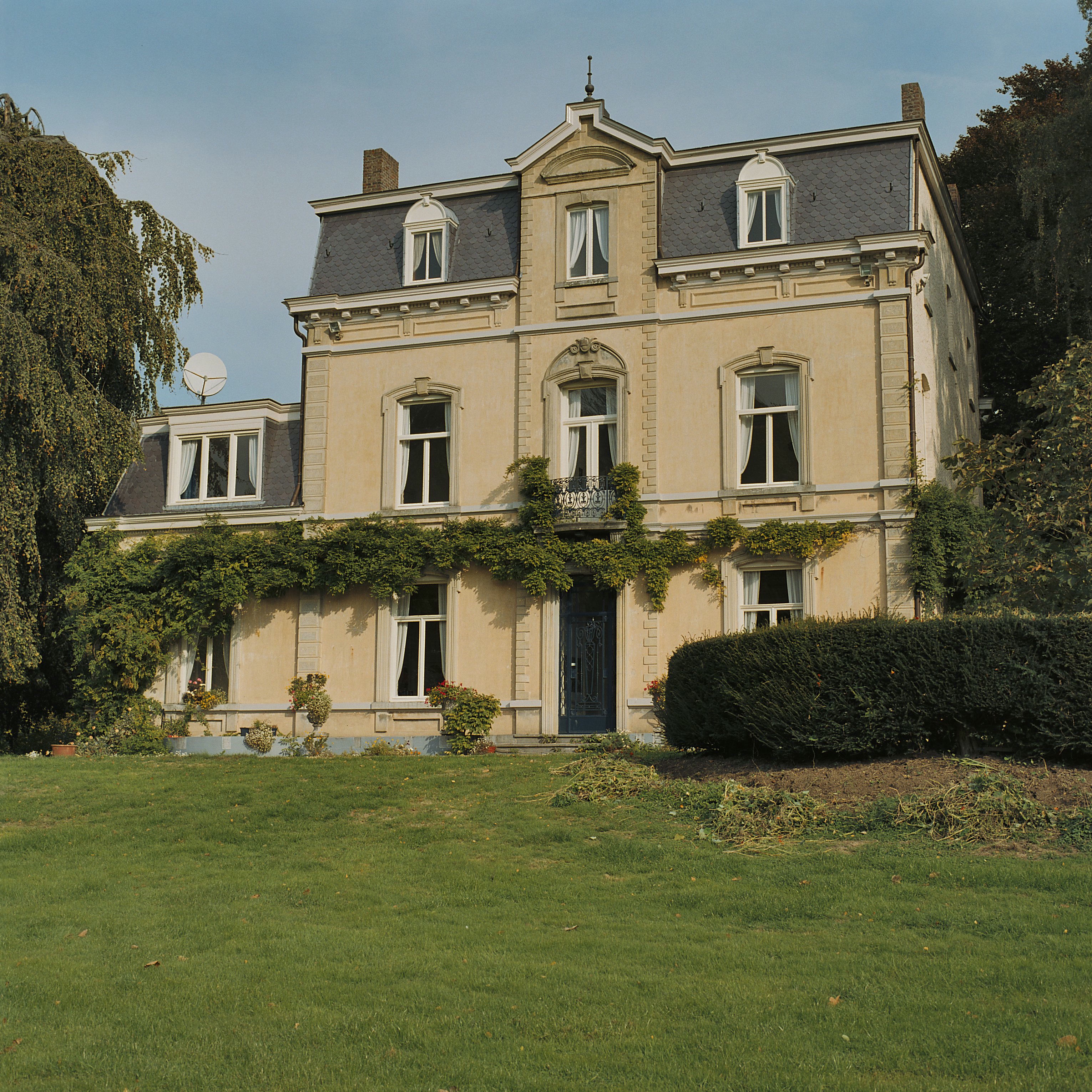
Villa Canne
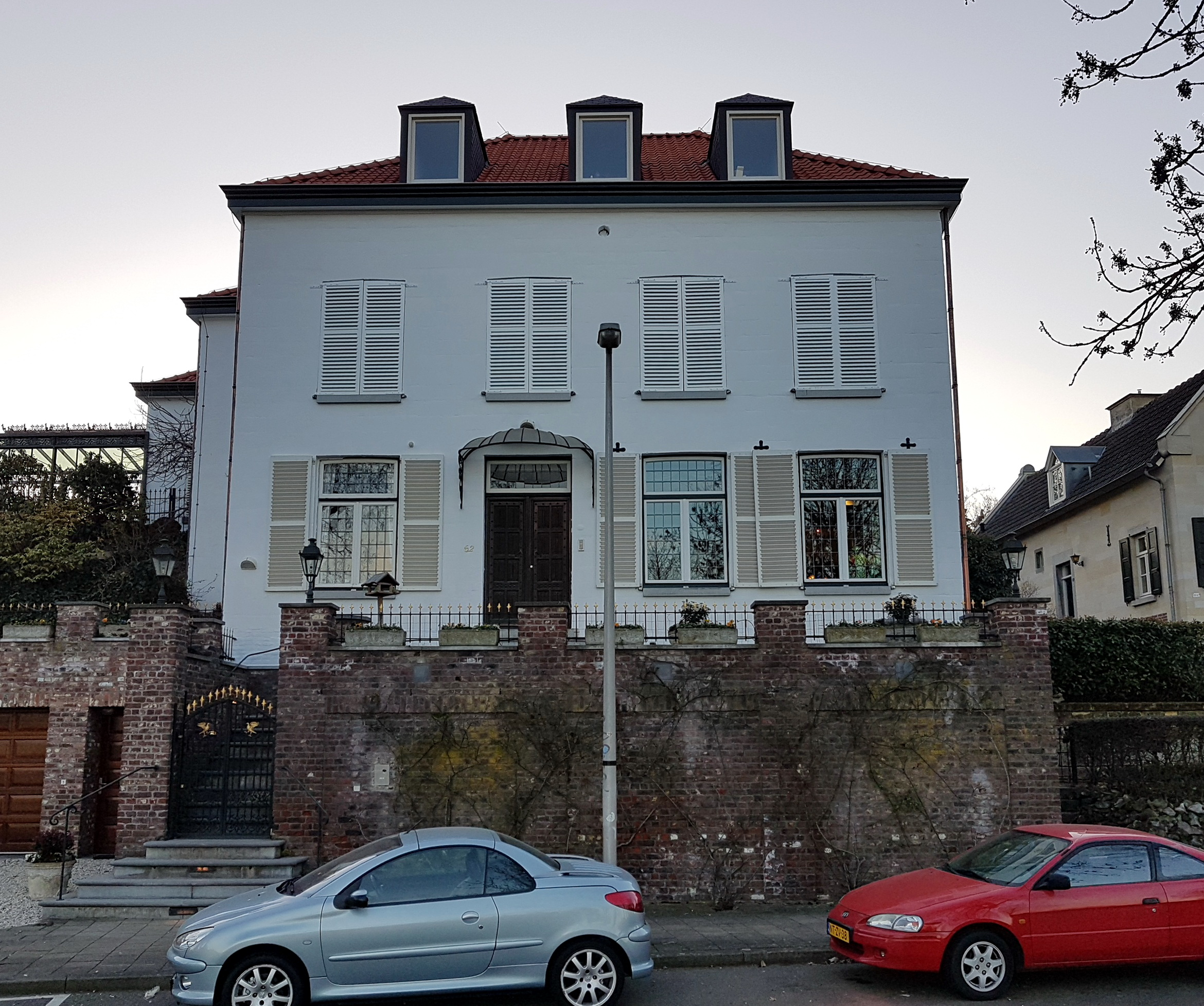
Lage Kanaaldijk 62
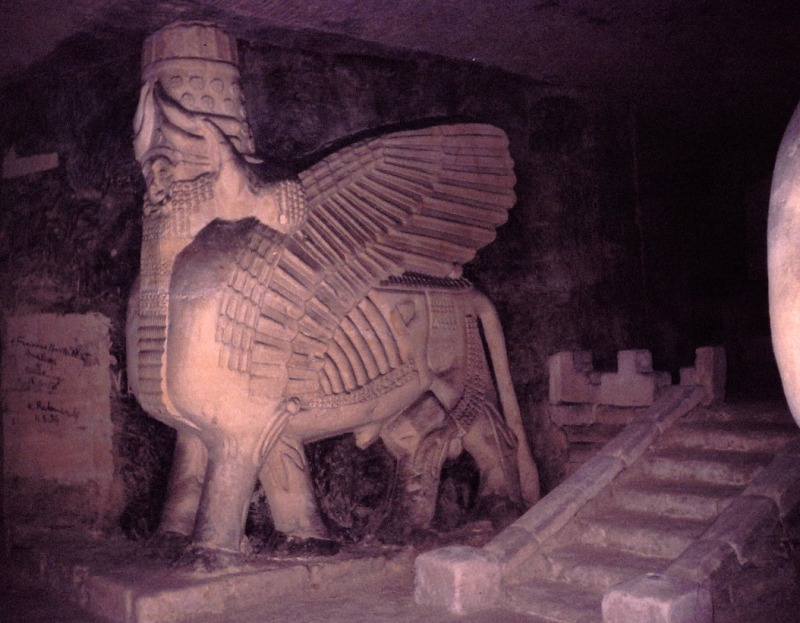
Sculptuur Jezuïetenberg
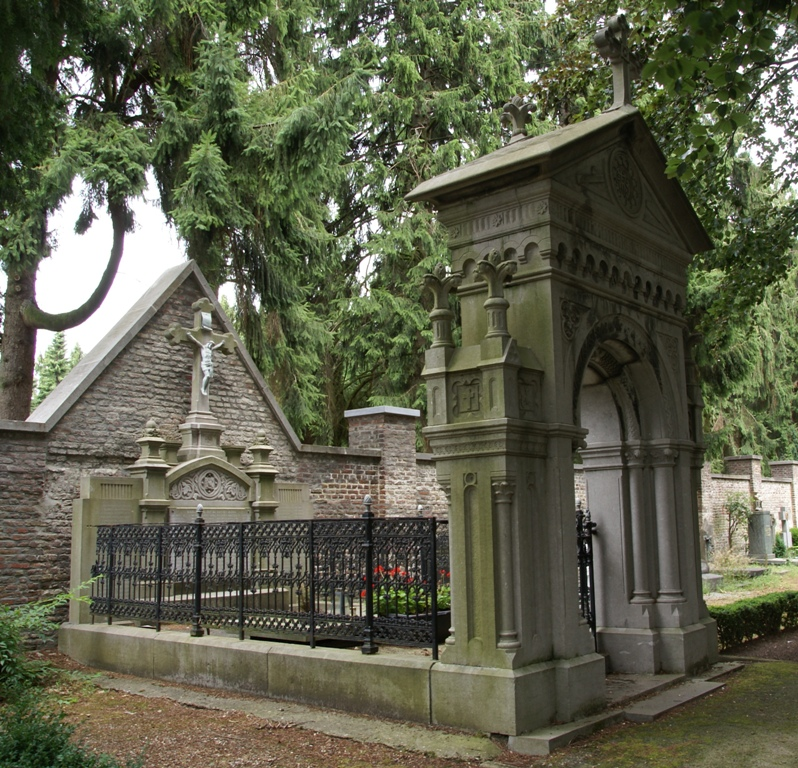
Grafmonument

## Jezuïetencollectie
De zeer uitgebreide boekencollectie van de jezuïeten, van 1852 tot 1967 bijeengebracht voor hun collegium maximum, is tegenwoordig ondergebracht in de Universiteitsbibliotheek Maastricht. De collectie omvat circa 200.000 banden, 30.000 brochures en 1500 series tijdschriften over uiteenlopende disciplines, vooral theologie, filosofie, letterkunde, rechten, geschiedenis en sociale wetenschappen. Bijzonder is een serie oude reisboeken en almanakken.

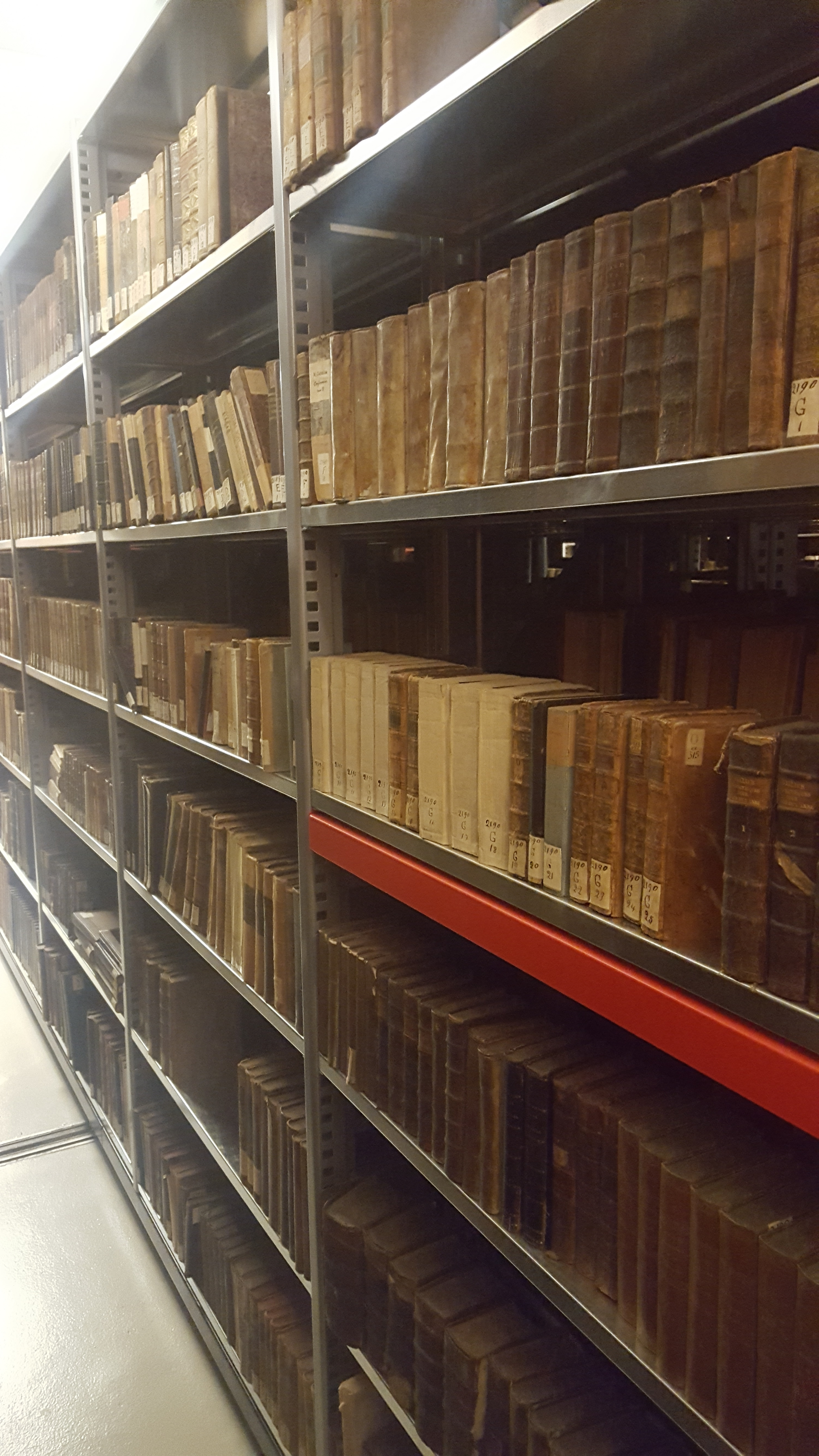
Deel van de jezuïetencollectie in het depot van de UB
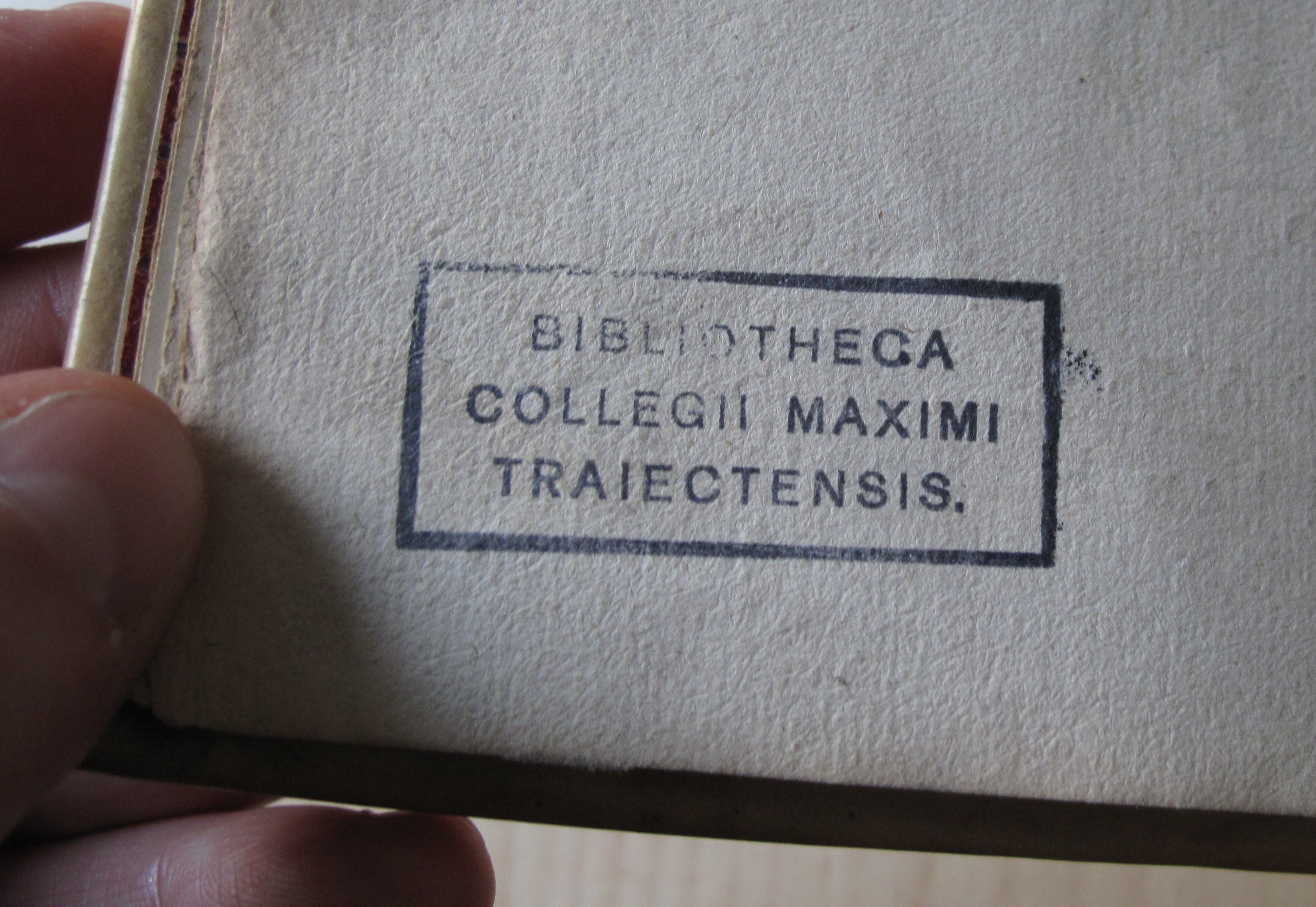
Stempel "Bibliotheca Collegii Maximi Traiectensis"
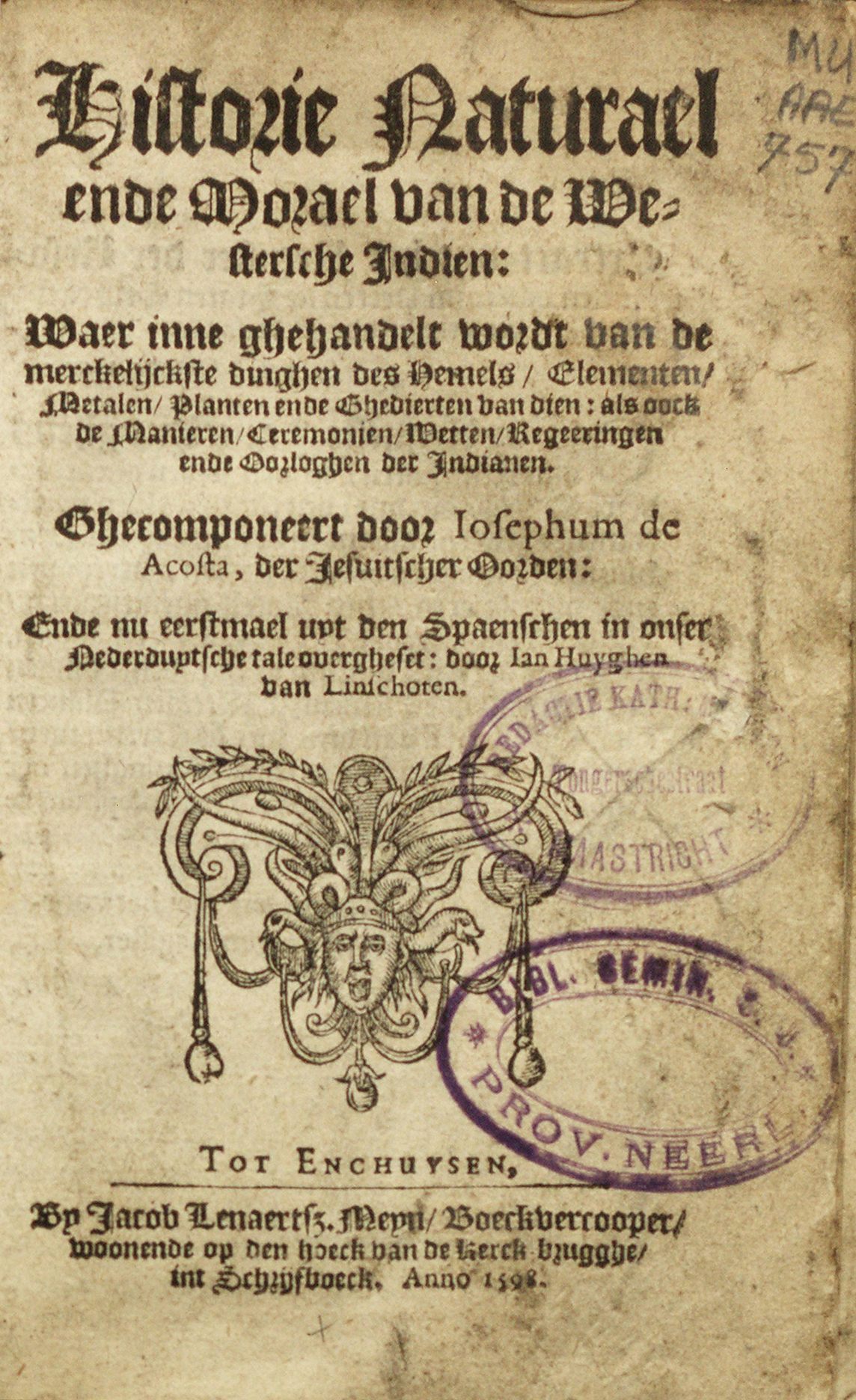
Titelblad José de Acosta's Historie Naturael, enz. (1598), met Maastrichtse stempels
Titelblad Hugo de Groot's Vrye zeevaert, enz., uitgave van 1641